# Acanthonotozoma gurjanovae
Acanthonotozoma gurjanovae är en kräftdjursart som beskrevs av Just 1978. Acanthonotozoma gurjanovae ingår i släktet Acanthonotozoma och familjen Iphimediidae. Inga underarter finns listade i Catalogue of Life.